# Klub Sportowy AZS Częstochowa Sportowa 2014-2015
Questa voce raccoglie le informazioni riguardanti il Klub Sportowy AZS Częstochowa Sportowa nelle competizioni ufficiali della stagione 2014-2015.

## Organigramma societario
Area direttiva
- Presidente: Roman Lisowski

Area tecnica
- Allenatore: Marek Kardoš (fino al 29 dicembre 2014), Michał Bąkiewicz (dal 29 dicembre 2014)
- Allenatore in seconda: Ryszard Bosek

## Rosa
| N° | Nome                | Ruolo | Data di nascita   | Nazionalità sportiva |
| -- | ------------------- | ----- | ----------------- | -------------------- |
| 2  | Mariusz Marcyniak   | C     | 5 marzo 1992      | Polonia              |
| 3  | Miguel Ángel de Amo | P     | 16 settembre 1985 | Spagna               |
| 4  | Damian Zygmunt      | C     | 4 giugno 1994     | Polonia              |
| 5  | Patryk Napiórkowski | S/O   | 13 dicembre 1995  | Polonia              |
| 6  | Rafał Szymura       | S     | 29 agosto 1995    | Polonia              |
| 7  | Michał Kaczyński    | S/O   | 6 febbraio 1993   | Polonia              |
| 8  | Bartosz Janeczek    | S/O   | 12 luglio 1987    | Polonia              |
| 9  | Jakub Macyra        | C     | 22 luglio 1995    | Polonia              |
| 10 | Guillaume Samica    | S     | 28 settembre 1981 | Francia              |
| 11 | Mateusz Przybyła    | C     | 12 aprile 1991    | Polonia              |
| 13 | Konrad Buczek       | P     | 17 febbraio 1994  | Polonia              |
| 14 | Aleksander Niczke   | L     | 22 settembre 1996 | Polonia              |
| 15 | Maksim Khilko       | S     | 21 febbraio 1987  | Bielorussia          |
| 16 | Adrian Stańczak     | L     | 17 febbraio 1987  | Polonia              |
| 18 | Artur Udrys         | C     | 21 maggio 1990    | Bielorussia          |